# Старозагорска червена кокошка
Старозагорска червена кокошка е българска порода кокошка от общоползвателно направление – месо и яйца.

## История
Породата е създадена, чрез сложно възпроизводство през втората половина на миналия век, чрез кръстосване на местни старозагорски кокошки с петли от породата Червен родайланд. Създадена е с цел задоволяване на нуждите от месо и яйца в личните стопанства. Призната е за порода през 1970 г.

## Разпространение
Представителите ѝ са били широко разпространени в селищата на Старозагорска област и съседни на нея области. Единственото стадо от породата се отглежда в Хибридния център по птицевъдство към Земеделски институт в Стара Загора. Към 2008 г. в него са се отглеждали 500 кокошки и 60 петли. Породата е застрашена от изчезване.

## Описание
Оперението е плътно прилепнало и с бакърено червен до ръждиво червен цвят. Опашката е с черен цвят и зелен блясък, високо поставена. Гребенът е месесто червен, листовиден, прост и малък. Менгушите са средно големи, околоушките са с червен цвят. Краката и човката са жълти. Яйцата са с кафява черупка.
По продуктивност старозагорските червени кокошки значително отстъпват на висококачествените съвременни хибриди. Поради тази причина породата не се използва в интензивното птицевъдство, а се отглежда само в селските дворове и се съхранява като генофонд. Живата маса на кокошките е 2,3 – 2,5 kg, а на петлите 3 – 3,5 kg. Носливостта е около 215 – 220 яйца и маса 58 – 60 g. Възраст на пронасяне – 165 дни.